# Ореховно (Ушачский район)
Ореховно (бел. Арэхаўна) — агрогородок в Ушачском районе Витебской области Беларуси, в Сорочинском сельсовете. 

## География
Посёлок находится в 5 км к северо-востоку от Ушачей. Через посёлок проходит автодорога Р113 (Ушачи — Улла).

### Гидрография
Ореховно стоит на берегу одноимённого озера Ореховно.

## История
Первое упоминание об Ореховно датируется 1583 годом, в связи с дарованием королём Стефаном Баторием привилегий владельцу местности, шляхтичу Рогозе. Позднее имение принадлежало Корсакам и Сушинским. В 1642 году Ореховно приобрёл Тадеуш Селява, родственник известного униатского церковного деятеля Антония Селявы.
В начале XVIII века Ореховно принадлежало Рыпинским. Полоцкий кравчий Ян Рыпинский в 1745 году продал имение Антонию и Ядвиге Гребницким (Грабницким), представители рода Гребницких владели Ореховно вплоть до 1917 года.
В результате второго раздела Речи Посполитой (1793) Ореховно оказалось в составе Российской империи, в Лепельском уезде Витебской губернии.
В 1819 году Николай Гребницкий построил в селе униатскую церковь, после запрета униатства российскими властями она стала православной. В 1884 году на месте старой было построена новая православная церковь св. Параскевы Пятницы, сохранившаяся до нашего времени и вновь открытая после ремонта в 1993 году. В 1840 году Гребницкие построили в имении усадебный дом в стиле позднего классицизма, который сохранился до нашего времени. В имении Гребницких работали полотняная фабрика, паровая мельница, пивоварня, кузница и конезавод.
Во время Великой Отечественной войны в здании усадьбы размещался госпиталь 2-й Ушачской партизанской бригады. После войны в здании находилась школа, после её переезда в другое помещение усадебный дом оказался заброшенным.

## Культура
- Дом культуры
- Музей ГУО "Ореховская средняя школа имени Н. Л. Костюченко Ушачского района"

## Достопримечательности
- Бывшая усадьба Грабницких —  Историко-культурная ценность Республики Беларусь, шифр 213Г000783
  - Усадебный дом (1840 год)
  - Хозпостройки (XIX век)
  - Фрагменты парка
- Церковь Параскевы Пятницы (1884 год)

### Памятник, скульптура
- Памятник В. И. Ленину
- Обелиск погибшим землякам
- Памятник-бюст Надежды Костюченко. Установлен в 1978 году в честь подвига бывшей пионервожатой Ореховской школы, партизанки бригады «Дубова»[6]
- Памятник заслуженному учителю БССР Никандру Прохоровичу Жукову

## Галерея

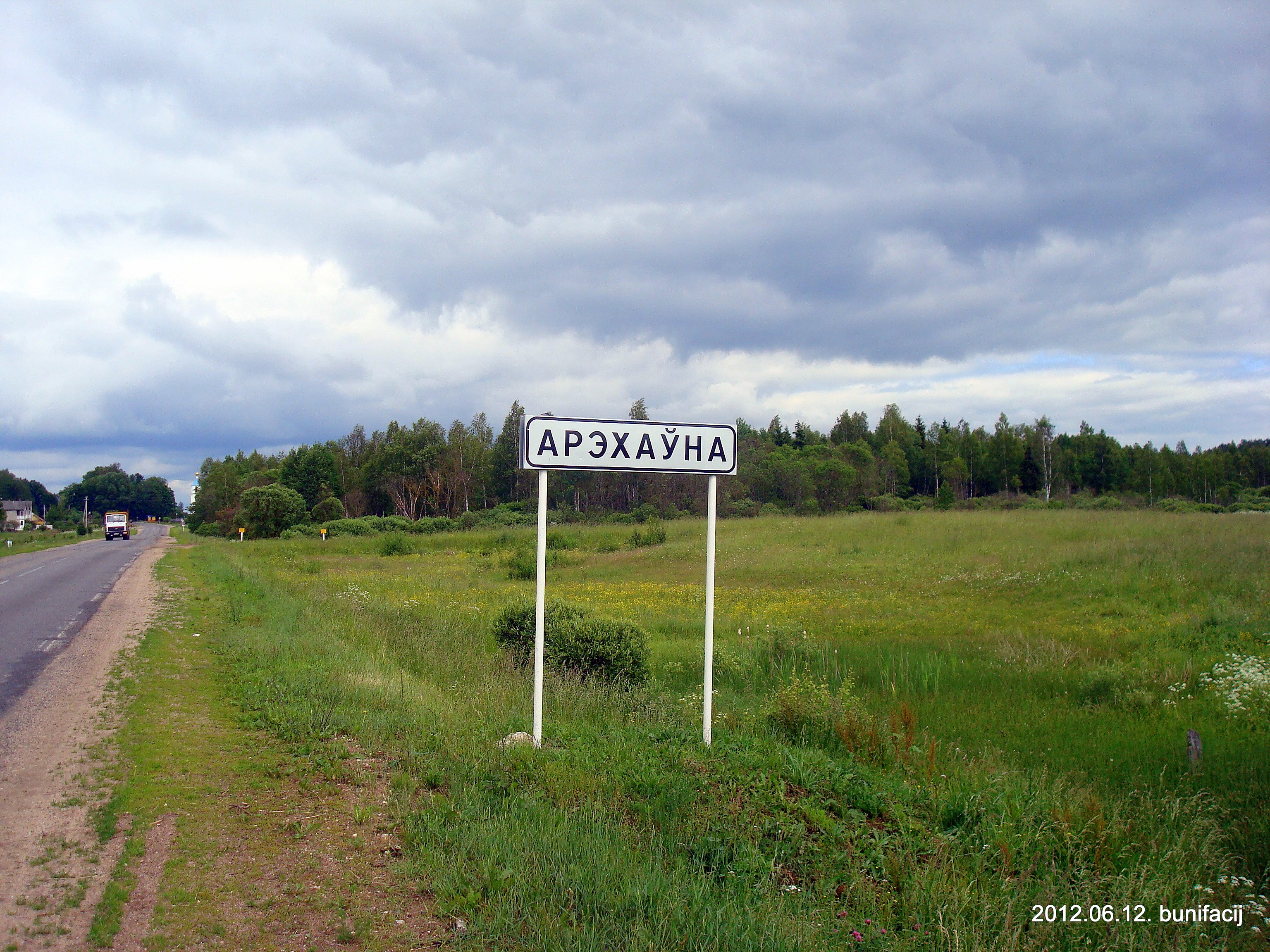
Панорама
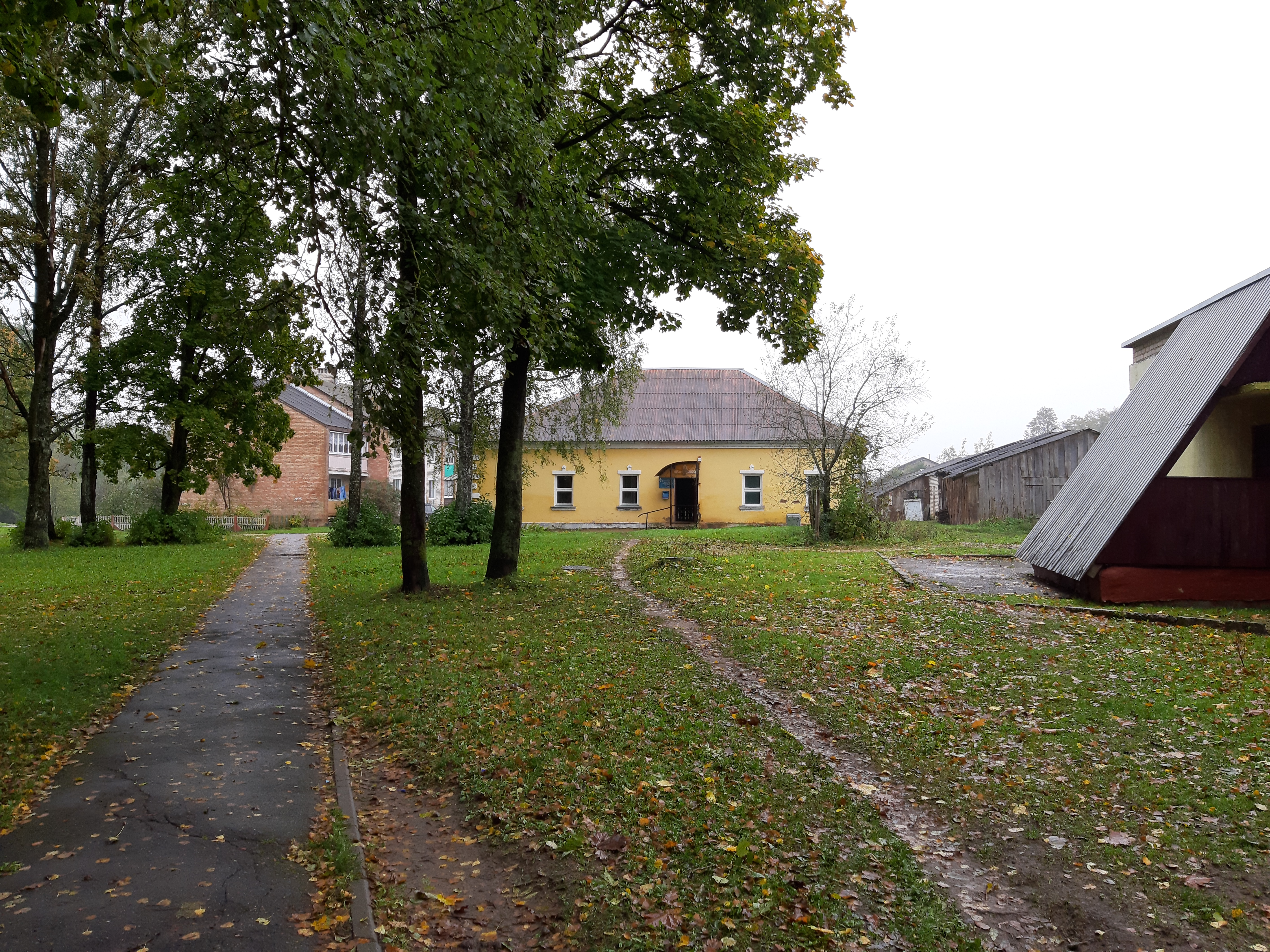
Панорама
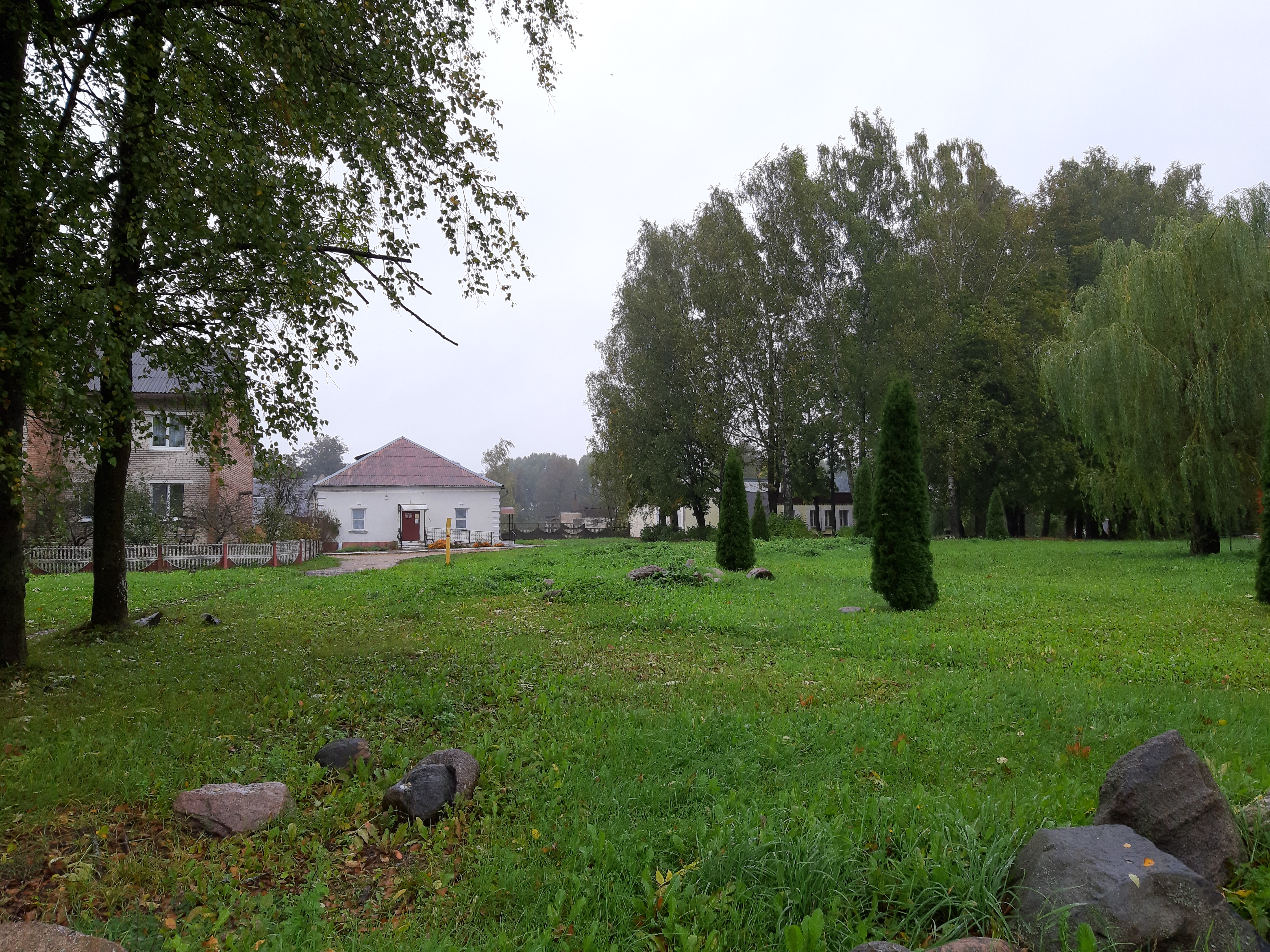
Панорама
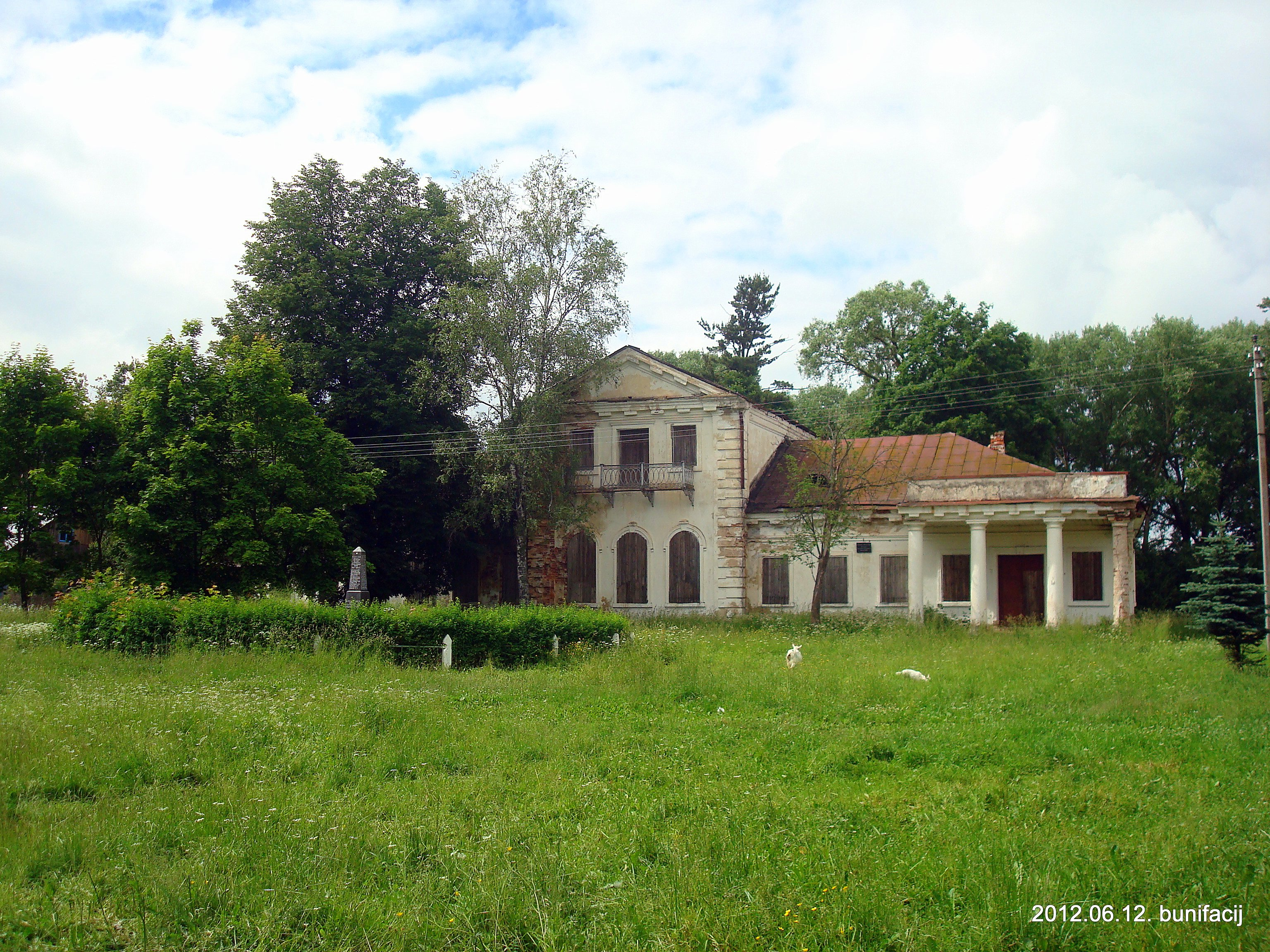
Усадьба
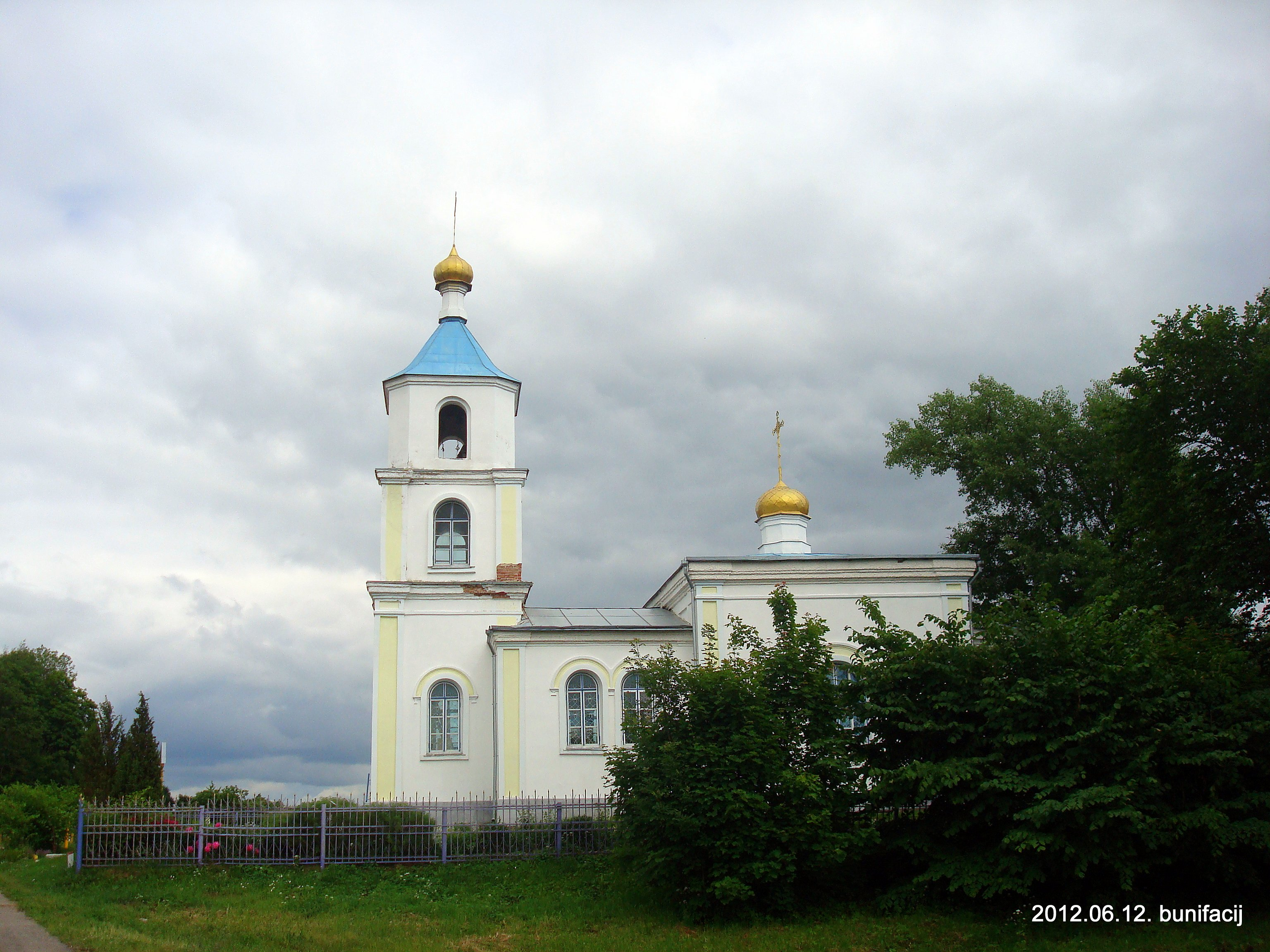
Церковь Параскевы Пятницы
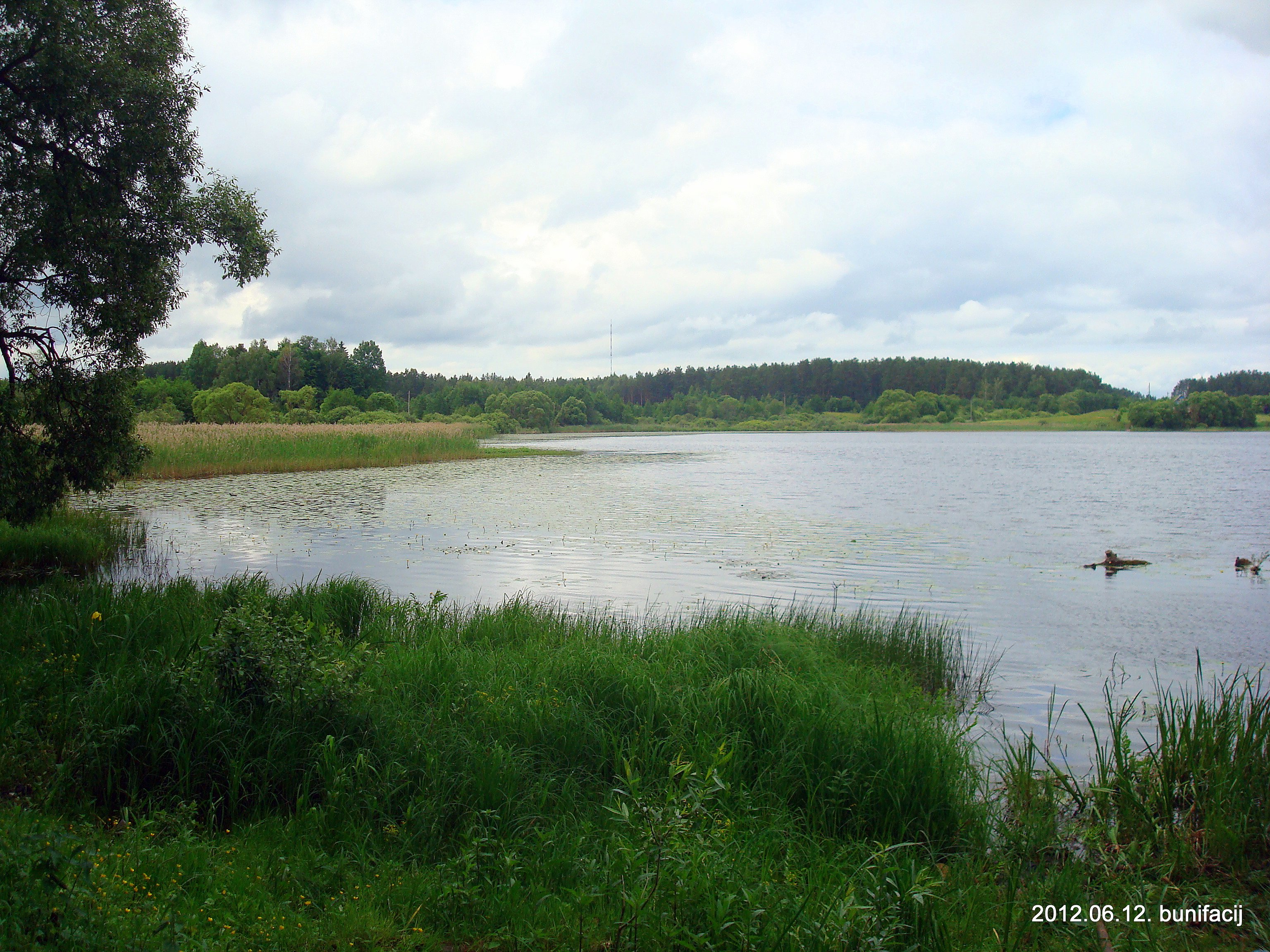
Озеро Ореховно